# Güéjar Sierra
Güéjar Sierra là một đô thị trong tỉnh Granada, Tây Ban Nha. Theo điều tra dân số 2005 (INE), đô thị này có dân số là 2.878 người.